# Finanzplan
Der Finanzplan ist das Ergebnis der Finanzplanung von Wirtschaftssubjekten.

## Allgemeines
Als Wirtschaftssubjekte kommen Unternehmen (Unternehmensfinanzplanung), die öffentliche Verwaltung (Finanzplanungsrat, Haushaltsplan) oder Privathaushalte (private Finanzplanung) in Frage. Ein Finanzplan enthält planerische, also die Zukunft betreffende Angaben über die Finanzen. Wie jede Planung ist auch der Finanzplan mit Ungewissheiten verbunden, ob und inwieweit die erwarteten Plangrößen auch eintreffen. Da eine sichere Prognose der Plandaten undenkbar ist, können auch die im Finanzplan niedergelegten Erwartungen niemals völlig gewiss sein. Der Finanzplan kann deshalb kein „Allheilmittel gegen finanzielle Überraschungen sein“.

## Arten
Unterschieden werden kann im Hinblick auf den Planungshorizont zwischen kurzfristigem (bis 1 Jahr), mittelfristigem (über 1 Jahr) und langfristigem (über 2 bis 5 Jahre) Finanzplan. Der kurzfristige Finanzplan wird als Liquiditätsplan bezeichnet. Je länger der Planungshorizont ist, desto unvorhersehbarer werden die zukünftigen Ereignisse und desto schwieriger wird die Schätzbarkeit von deren Eintrittswahrscheinlichkeiten. Geringe Eintrittswahrscheinlichkeiten wie Worst Case oder Black Swan-Risiken bleiben in der Planung unberücksichtigt.

## Unternehmen
Der Finanzplan ist neben der Finanzbuchhaltung ein weiteres bedeutsames Instrument des betrieblichen Rechnungswesens. Allein aus der Finanzbuchhaltung lassen sich die für das Unternehmensziel „Sicherstellung der jederzeitigen Zahlungsfähigkeit“ benötigten Informationen nicht entnehmen: Zum einen werden in der Finanzbuchhaltung vornehmlich vergangenheitsbezogene Unternehmensdaten erfasst (Dokumentation von Geschäftsvorfällen). Zum anderen finden in die Finanzbuchhaltung sowohl zahlungswirksame als auch zahlungsunwirksame Vorgänge gleichermaßen Eingang. Zu den zahlungsunwirksamen Vorgängen zählen beispielsweise die betrieblichen Abschreibungen auf Sachanlagen, die Bestandsveränderungen auf den verschiedenen Konten für Vorräte und Waren, aber auch die Zu- oder Abnahme von Forderungen und Verbindlichkeiten.
Der Finanzplan umfasst sämtliche erwarteten Zahlungsströme (Einzahlungen beispielsweise aus Umsatzerlösen und Auszahlungen aus Kosten wie Personalkosten oder Materialkosten) und berechnet daraus den Cashflow sowie den Kapitalbedarf. Letzterer wiederum unterteilt sich in Eigenkapital und Fremdkapital. So legt der Finanzplan offen, ob künftig eine Kapitalerhöhung oder die Aufnahme von Fremdfinanzierungen erforderlich wird. Stetige Gewinne können zu einem Liquiditätsüberschuss führen, der einen Vermögenszuwachs zur Folge hat. Wird dagegen keine Kostendeckung erreicht, so wird die Gewinnschwelle unterschritten, was zu einem Liquiditätsdefizit führt und Kapitalbedarf auslöst.
```
   
Umsatzerlöse
 (netto)
   - 
Personalkosten

   - 
Materialkosten

   - 
Investitionsausgaben

   - 
Anschaffungskosten
 (Vermögen)
   - 
Zinsaufwand

   - 
Tilgungen

   - 
Steuern

   + 
Erträge
 (aus 
Veräußerung
 von Vermögen, aus 
Vermietung und Verpachtung
)
   + sonstiger 
Kapitalertrag

   = 
Cashflow
```

Wichtige Unternehmenspläne mit Schnittstellen zum Finanzplan sind Bedarfsermittlung, Finanzierungsplan, Investitionsplan, Marketingplan, Plankostenrechnung, Produktionsplan oder Personalplanung.
Im Insolvenzverfahren ist im Rahmen der Eigenverwaltung nach § 270a Abs. 1 InsO ein Finanzplan für den Zeitraum von sechs Monaten vorzulegen.

## Immobilienfinanzierung
Im Bereich der Immobilienfinanzierung wird ein Finanzierungsplan erarbeitet.

## Öffentliche Verwaltung
Gemäß § 9 StabG ist der Haushaltswirtschaft des Bundes eine fünfjährige Finanzplanung zugrunde zu legen. Sie bildet ein wesentliches internes Planungsinstrument für die Verabschiedung des jährlichen Bundeshaushalts. In ihr sind Umfang und Zusammensetzung der voraussichtlichen Staatsausgaben und die Deckungsmöglichkeiten in ihren Wechselbeziehungen zu der mutmaßlichen Entwicklung des gesamtwirtschaftlichen Leistungsvermögens darzustellen, gegebenenfalls durch Alternativrechnungen. Der Finanzplan ist vom Bundesministerium der Finanzen aufzustellen und zu begründen. Er wird von der Bundesregierung beschlossen und Bundestag und Bundesrat vorgelegt. Der Finanzplan ist jährlich der Entwicklung anzupassen und fortzuführen. Das erste Jahr ist das laufende Haushaltsjahr. Das zweite Jahr wird durch den Haushaltsentwurf für das kommende Jahr abgedeckt, so dass danach noch drei echte Planungsjahre folgen.
Bund und Länder legen ihrer Haushaltswirtschaft je für sich gemäß § 50 Abs. 1 HGrG eine fünfjährige Finanzplanung zugrunde, im Finanzplan sind die vorgesehenen Investitionsschwerpunkte zu erläutern und zu begründen (§ 50 Abs. 4 HGrG). Zur Koordinierung der Haushalts- und Finanzplanungen des Bundes, der Länder und der Gemeinden und Gemeindeverbände berät der Stabilitätsrat über die zugrunde liegenden volks- und finanzwirtschaftlichen Annahmen (§ 51 Abs. 1 HGrG).
Auch bei Gemeinden ist eine fünfjährige Ergebnis- und Finanzplanung zu Grunde zu legen und in den Haushaltsplan einzubeziehen (etwa § 84 GemO NRW). Die Haushaltssatzung enthält nach § 78 Abs. 2 GemO NRW die Festsetzung des Haushaltsplans, und zwar im Ergebnisplan unter Angabe des Gesamtbetrages der Erträge und der Aufwendungen des Haushaltsjahres und im Finanzplan unter Angabe des Gesamtbetrages der Einzahlungen und Auszahlungen aus laufender Verwaltungstätigkeit, des Gesamtbetrages der Einzahlungen und Auszahlungen aus der Investitionstätigkeit und aus der Finanzierungstätigkeit des Haushaltsjahres.